# Sisyrinchium trichanthum
Sisyrinchium trichanthum är en irisväxtart som beskrevs av Dusen. Sisyrinchium trichanthum ingår i släktet gräsliljor, och familjen irisväxter. Inga underarter finns listade i Catalogue of Life.